# Gaaden
Gaaden est une commune autrichienne du district de Mödling en Basse-Autriche.

## Personnalités
- Nivard Schlögl (1864-1939), exégète biblique autrichien, est né à Gaaden.